# 白山神社 (平泉町)
白山神社（はくさんじんじゃ）は、岩手県西磐井郡平泉町平泉衣関（ころものせき）にある神社。日本各地に数ある白山神社の一つ。かつては中尊寺の鎮守社であった。能舞台は国の重要文化財に指定されている。

## 歴史
伝承によれば850年（嘉祥3年）に円仁（慈覚大師）が加賀国（現在の石川県）の一宮である白山比咩神社より勧請したことが始まりとされる。勧請と同時に白山権現と号せられ円仁自ら彫った十一面観音を本尊として、その後配仏として橋爪季衡（すえひら。藤原清衡の子）の持仏運慶作の正観音と源義経の持仏毘沙門天が寄進安置されていたが、1849年（嘉永2年）の火災で焼失した。
能舞台は1853年（嘉永6年）に仙台藩主伊達慶邦によって再建された。近世の能舞台としては東日本唯一のものであり、2003年（平成15年）に国の重要文化財に指定されている。能舞は1591年（天正19年）、時の関白豊臣秀次と伊達政宗が社参の折に観覧に供し以来これを続行している。1876年（明治9年）には、明治天皇が東巡の折に当社に臨幸し、古式（田楽、開口、祝詞、若女、老女）能舞（竹生島）を観覧した。

## 能舞台
東西棟の「舞台及び楽屋」とその北に接する「橋掛」「鏡の間」の3つが1棟を成している。現存する建物は嘉永6年（1853年）の建立である。
舞台及び楽屋は東西に長い入母屋造、茅葺で、桁行14.9メートル、梁間5.9メートル。西半分を舞台、東半分を楽屋とする。この北面につく橋掛は桁行9.8メートル、梁間5.0メートル、両下造、鉄板葺の建物で北東に延び、社殿側にある鏡の間に接続する。鏡の間は桁行8.9メートル、梁間3.9メートル。西面は入母屋造、東面は寄棟造の茅葺である。

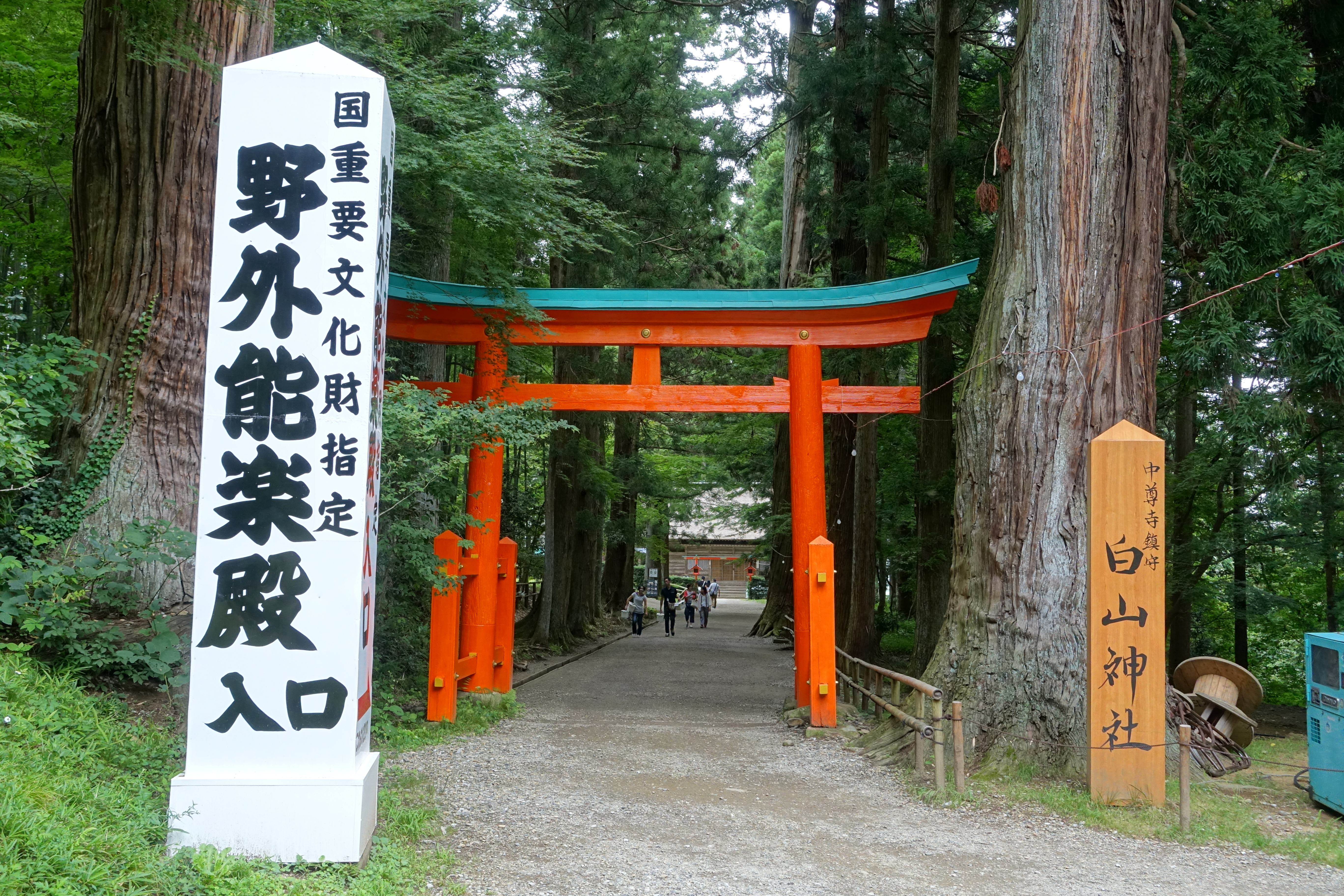
参道入口
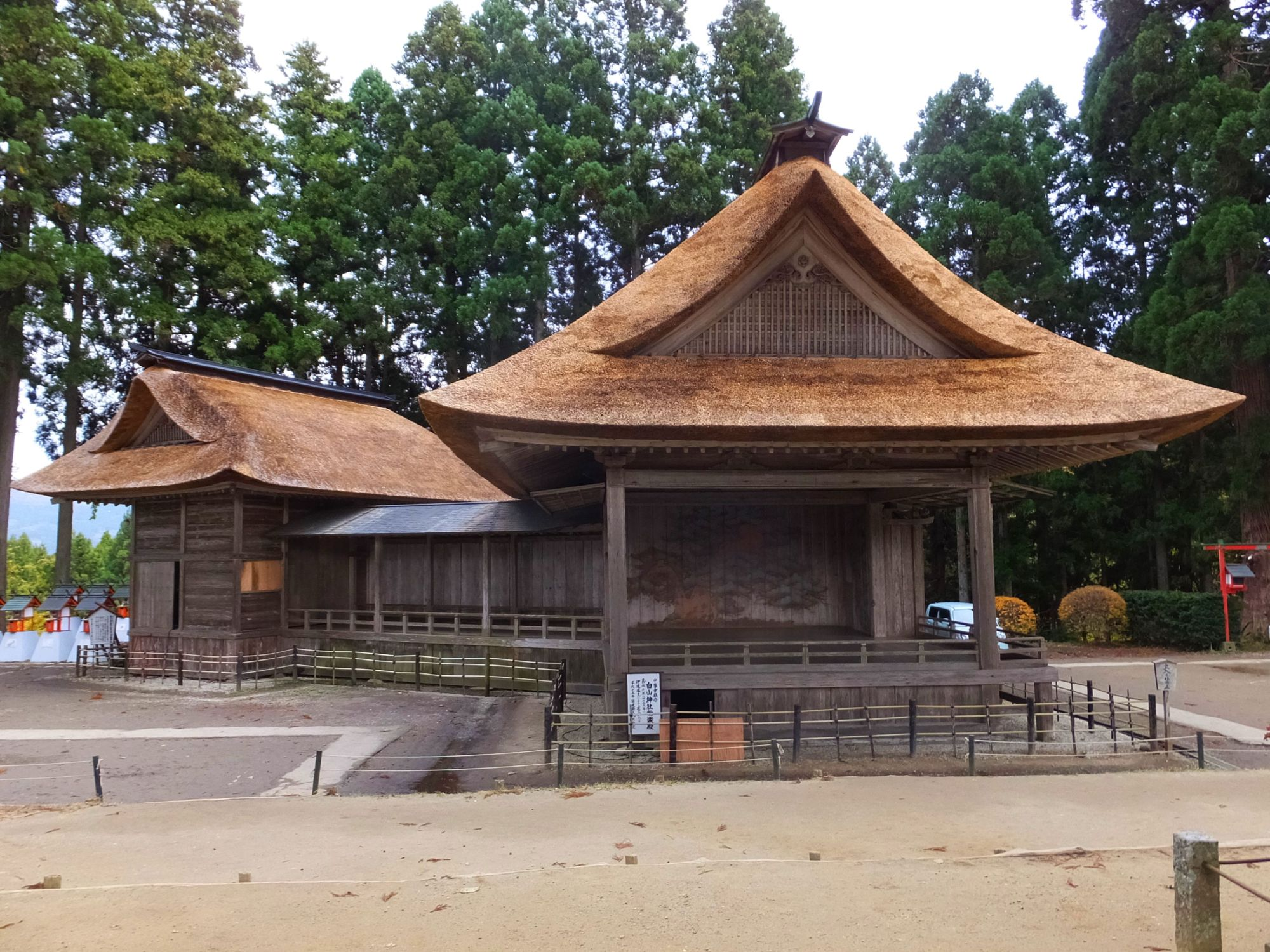
能舞台（能楽殿）右から「舞台及び楽屋」「橋掛」「鏡の間」
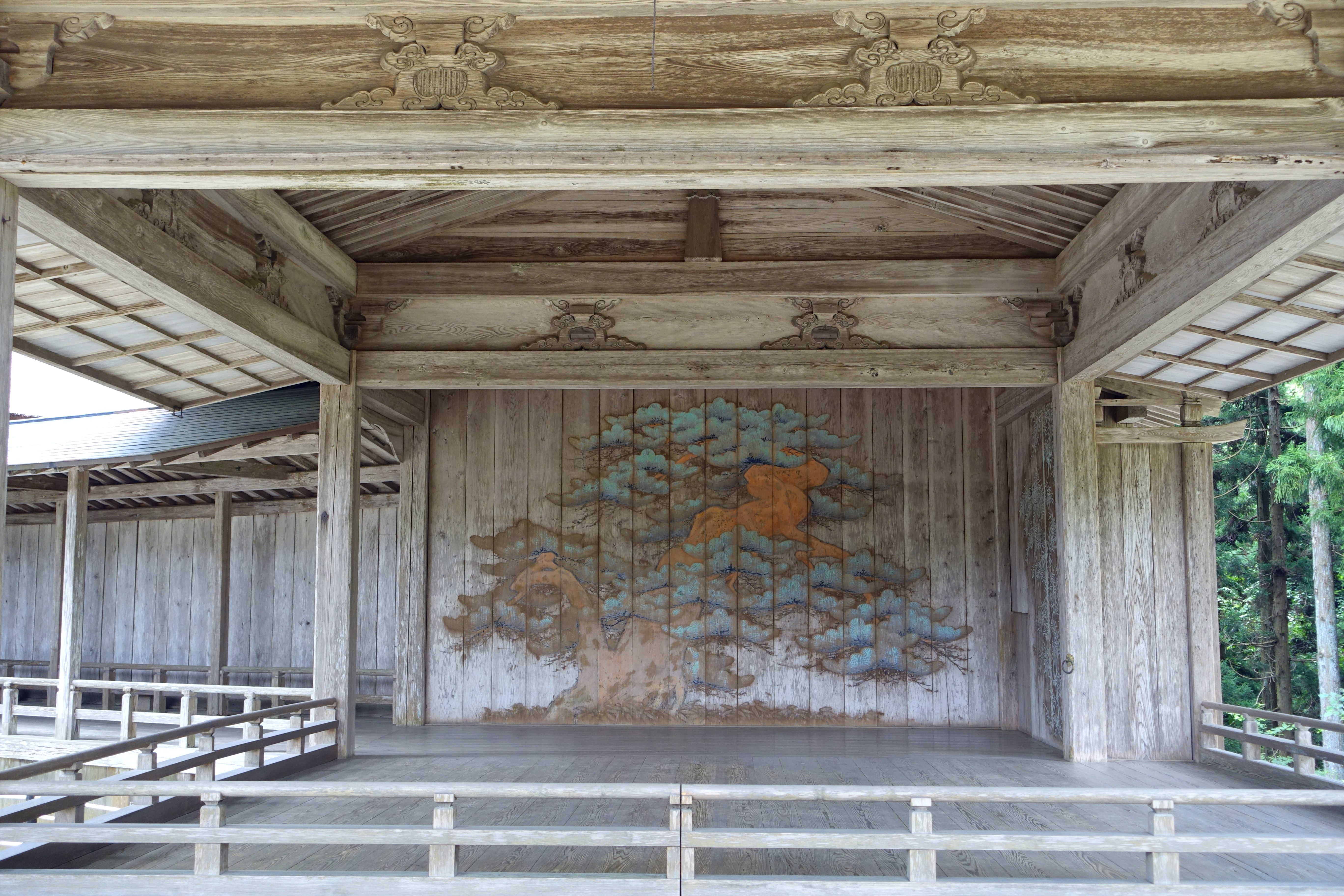
能舞台、西側から舞台の鏡板を望む